# Назарьево (Рязанская область)
Назарьево — село в Сараевском районе Рязанской области России, входит в состав Высоковского сельского поселения.

## Географическое положение
Село расположено на берегу реки Пара в 2 км на северо-запад от центра поселения села Высокое и в 16 км на северо-восток от райцентра посёлка Сараи.

## История
Назарьево в качестве села упоминается в Козловских писцовых книгах 1638-39 годов. По окладным книгам 1676 года Назарьево значится в Борецком стану, в Козловском уезде, а находившаяся в том селе церковь, время основания которой с точностью неизвестно, наименована Архангельской. Вместо упоминаемой в окладных книгах Архангельской церкви, деревянная Воскресенская церковь с приделами Успенским и Архангельским начата постройкой в 1788 году. Главными вкладчицами при постройке церкви были дочери статского советника Петра Васильевича Комынина — Марья и Анна. В клировой ведомости за 1805 год значится освященным только придел Архангельский, время освящения придела Успенского неизвестно. В 1818 году прихожане просили дозволения покрыть их церковь прочным образом, в том же году дозволено было старый лес Кладбищенской Архангельской церкви употребить на устройство ограды вокруг новой церкви. В 1821 году иер. Иоанн Карпов вместе с церковным старостой просили дозволения освятить новопостроенную Воскресенскую церковь. В 1835 году устроенная одновременно с Архангельским приделом колокольня была разобрана, а на её месте поставлена новая — дубового леса, которая в 1834 году была куплена в село Путятино.
В XIX — начале XX века село входило в состав Высоковской волости Сапожковского уезда Рязанской губернии. В 1906 году в селе было 236 дворов.
С 1929 года село являлось центром Назарьевского сельсовета Сараевского района Рязанского округа Московской области, с 1937 года — в составе Рязанской области, с 1957 года — в составе Высоковского сельсовета, с 2005 года — в составе Высоковского сельского поселения.

## Население
| 1859 | 1897  | 1906  | 2010 |
| ---- | ----- | ----- | ---- |
| 1086 | ↗1771 | ↘1769 | ↘127 |

## Достопримечательность
В селе расположена полуразрушенная Воскресенская церковь (1917).